# تنين بيت (فلم 1977)
تنين بيت (بالإنجليزية: Pete's Dragon) هو فيلم كوميدي خيالي موسيقي أمريكي لعام 1977 من إخراج دون شافي، وإنتاج جيروم كورتلاند ورون ميلر، وكتبه مالكولم مارمورشتاين. يستند إلى القصة القصيرة غير المنشورة "Pete's Dragon and the USA (Forever After)" من تأليف سيتون آي. ميلر وSS Field، نجوم الفيلم شون مارشال وهيلين ريدي وجيم دايل وميكي روني وريد بوتونز وجيف كونواي وشيلي وينترز، وصوت تشارلي كالاس في دور إليوت.

## وصلات خارجية
- مقالات تستعمل روابط فنية بلا صلة مع ويكي بيانات